# Зайченко Петро Петрович
Петро Зайченко, (1 квітня 1943 — 21 березня 2019) — радянський та російський актор театру і кіно.

## Біографія
Петро Зайченко народився 1 квітня 1943 року у селі Кайсацьке. Після закінчення школи Петро вступив до театрального училища імені Слонова (Саратов), яке закінчив у 1971 році. Після закінчення навчання Зайченко почав працювати у Волгоградському театрі імені Горького (до 1974 року). З 1990 року Петро Зайченко став актором Волгоградського «Облконцерту». Петро Петрович Зайченко також знімався у кіно. Популярність актору принесла роль сержанта Івана Пухова у фільмі Вадима Абдрашитова «Парад планет» (1984).

## Вибіркова фільмографія
- Парад планет (1984)
- Замах на ГОЕЛРО (1986)
- Повість непогашеного місяця (1990)